# Runhall
Runhall – wieś w Anglii, w hrabstwie Norfolk, w dystrykcie South Norfolk. Leży 18 km na zachód od Norwich i 148 km na północny wschód od Londynu. Miejscowość liczy 365 mieszkańców.